# 復仇的渴望
《復仇的渴望》（西班牙語：Sed de venganza）是由艾瑞克·沃恩創作的美國電視影集。 由伊莎貝拉·卡斯蒂略、達尼洛·卡雷拉和亞歷克薩·馬丁主演。 該劇於 2024年10月15日在特萊蒙多首播。

## 剧情简介
費爾南達·裡奧斯 (Fernanda Ríos) 決心擺脫童年時期遭受的虐待。然而，當欺騙和勒索將她帶入尤金尼奧·貝爾特蘭的黑暗領域時，她的計劃出現了偏差，尤金尼奧·貝爾特蘭訓練她對德爾皮諾家族實施復仇計劃。費爾南達滲透到德爾皮諾家族，削弱其成員以接管他們的公司和財富。十年後，被費南達毀掉一生的弗朗西斯科回來尋求復仇，現在的身份是埃米利奧·黑山。然而，費爾南達並不知道他的真實身份，他的到來喚醒了她意想不到的激情，使她的復仇計劃變得複雜。

## 角色
- 伊莎貝拉·卡斯蒂略 飾 費爾南達·裡奧斯 / 雷吉娜·卡斯塔尼奧[4]
- 達尼洛·卡雷拉 飾 弗朗西斯科·拉米雷斯 / 埃米利奧·黑山
- 亞歷克薩·馬丁 飾 埃莉薩·德爾·皮諾
- 卡洛斯·托雷斯 飾 加布里埃爾·德爾·皮諾
- 塞巴斯蒂安·卡瓦哈爾 飾 馬塞洛·埃切維裡
- 迭戈·奧利維拉 飾 尤金尼奧·貝爾特蘭[5]
- 魯道夫·薩拉斯 飾 羅伯托·萊昂[5]